# کوشکندر
کوشکندر، روستایی در دهستان ساریگل بخش بام شهرستان بام و صفی‌آباد در استان خراسان شمالی ایران است.

## موقعیت و تاریخچه
این روستا در ۵ کیلومتری غرب روستای بام و در ۳۵ کیلومتری شمال غرب شهر صفی‌آباد واقع گردیده‌است.
روستای کوشکندر از طرف شمال به زمین‌های کشاورزی روستای نوده بام، از غرب به روستای عیسی‌باغ، از شرق به روستای بام و از جنوب به روستاهای روستای اردین و روستای دستجرد محدود است.

## وجه تسمیه
کوشکندر یا کوشک اندر، به خاطر واقع شدن روستا در حصاری باچهار برج یا قلعه خشتی که برای حفاظت از مردم روستا ساخته شده و اکنون آثاری ازآن باقی نمانده، به آن گفته می‌شود.

## پوشش گیاهی
پوشش گیاهی خودروی غالب دراین روستا مطابق مناطق نیمه بیابانی با گیاهان گون، انواع کنگر، اسفند، انواع خارها و در زمین‌های مرطوب تر انواع متنوعی از گیاهان دارویی و غیر دارویی پوشیده شده‌است.
درختان این روستا شامل انواع متنوع انگور، گردو، بادام، زردآلو، آلوچه، آلو بخارایی، به، سیب، گلابی، هلو، توت، گیلاس، آلبالو، عناب، سنجد و درختانی همچون سپیدار، بید و … می‌باشد.

## جاذبه‌های گردشگری
- تپه امام
- حمام خزینه ای روستا
- تپه قبرستان بچه‌ها

## جمعیت
بر پایه سرشماری عمومی نفوس و مسکن در سال ۱۳۹۵، جمعیت این روستا برابر با ۱۳۸ نفر (۶۱ خانوار) بوده‌است.